# Eugène Freyssinet
Eugène Freyssinet (Objat, 13 de julho de 1879 — 8 de junho de 1962) foi um engenheiro civil de estruturas francês. Foi quem iniciou o desenvolvimento da tecnologia do concreto protendido.

## Biografia
Freyssinet nasceu em Objat, Corrèze, França. Ele trabalhou na École Nationale des Ponts et Chaussées em Paris, França, onde projetou várias pontes até o início da Primeira Guerra Mundial. Seus tutores incluíam Charles Rabut. Ele serviu no exército francês de 1904 a 1907 e novamente de 1914 a 1918 como engenheiro rodoviário.
Sua ponte inicial mais significativa foi a Pont le Veurdre de três vãos perto de Vichy, construída em 1911. Na época, os vãos de 72,5 metros (238 pés) foram os mais longos construídos até agora na França, embora a Ponte Grafton tenha sido uma ponte de concreto armado de 97,6 metros. inaugurada em abril de 1910 e a ponte Rocky River em Cleveland, Ohio, uma ponte não reforçada de 85,34 metros foi inaugurada em outubro de 1910.

A proposta de Freyssinet era para três vãos de treliça de concreto armado e era significativamente mais barata do que o projeto de arco de alvenaria padrão. O projeto usava macacos para levantar e conectar os arcos, introduzindo efetivamente um elemento de pré-esforço. A ponte também permitiu a Freyssinet descobrir o fenômeno da fluência no concreto, em que o concreto deforma com o tempo quando colocado sob tensão. Sobre esta ponte, Freyssinet escreveu: 
"Sempre a amei mais do que qualquer outra das minhas pontes, e de tudo o que a guerra destruiu, é a única cuja ruína me causou uma verdadeira dor". 
Ele atuou como diretor de Obras Públicas em Moulins a partir de 1905. Ele também atuou como engenheiro rodoviário no centro da França de 1907 a 1914.
Eugène alcançou um avanço significativo em estruturas de casca fina com o projeto de dois enormes e famosos hangares de dirigíveis no Aeroporto Villeneuve- Orly em 1923. O princípio da forma corrugada para a casca de concreto foi introduzido lá para obter a rigidez necessária para um vão de 70 m. Em 1924, ele aplicou o mesmo princípio de cobertura de concha ondulada para hangares de dois aviões medindo 55 m em Vélizy-Villacoublay.
Trabalhando para Claude Limousin até 1929, ele projetou uma série de estruturas, incluindo uma ponte em arco de 96,2 m (315 pés) em Villeneuve-sur-Lot e vários telhados de concreto de casca fina , incluindo hangares de aeronaves em Istres, Bouches-du-Rhone em 1917 e galpões de dirigíveis gêmeos de 300 pés de largura e 200 pés de altura em Orly de 1916 a 1923. Durante a Primeira Guerra Mundial, ele também construiu navios de carga usando concreto armado em Rouen. A principal contribuição de Freyssinet para a ciência da construção de concreto foi o uso de vapor em torno dos moldes de concreto, o que reduziu significativamente o tempo de cura do concreto.
Seu projeto de 1919 em St Pierre du Vauvray aumentou novamente o recorde de um vão de arco de concreto, com arcos vazados de 132 m (435 ft), concluído em 1923. Também em 1919 sua Pont De La Liberation em Villeneuve-sur-Lot foi concluída, o que foi o maior vão único do mundo com 96,25 metros.
Sua maior estrutura foi a Ponte Plougastel com três vãos idênticos de 180 m (592 pés) cada, concluída em 1930. Aqui ele estudou a fluência em mais detalhes e desenvolveu suas ideias de protensão, obtendo uma patente em 1928.
Embora Freyssinet tenha feito muito para desenvolver concreto protendido, ele não foi seu inventor. Outros engenheiros, como Doehring, haviam patenteado métodos de protensão já em 1888, e o mentor de Freyssinet, Rabut, construiu consolos de concreto protendido. A principal contribuição de Freyssinet foi reconhecer que apenas o fio de protensão de alta resistência poderia neutralizar os efeitos de fluência e relaxamento, e desenvolver ancoragens e outras tecnologias que tornaram o sistema flexível o suficiente para ser aplicado a muitos tipos diferentes de estruturas.
Tendo deixado Limousin, ele montou sua própria empresa para construir postes elétricos de concreto protendido, mas o negócio faliu. 
Em 1935, ele usou a protensão para consolidar a estação marítima de Le Havre, que ameaçava ficar irremediavelmente restaurada. Freyssinet introduziu vigas de concreto protendido e levantou os edifícios do estaleiro. Após este sucesso, ele ingressou na empresa Campenon-Bernard e passou a projetar várias pontes protendidas.
Muitos dos projetos de Freyssinet eram novos e elaborados para sua época - alguns deles tanto que nunca foram construídos, como o Phare du Monde, uma torre de 2 300 pés planejada para a Feira Mundial de 1937 em Paris. Segundo Leonardo Troyano, “a sua capacidade de criação, invenção e investigação e o seu inconformismo com as ideias e doutrinas existentes fizeram dele um dos engenheiros mais notáveis da história da engenharia”.

## Principais realizações ou colaborações
- 1906: Pont de Moulin Neuf (em Ferrières-sur-Sichon)
- 1907: Pont de Prairéal-sur-Besbre
- 1909: Arco de teste de Freyssinet em Moulins (um teste para concreto protendido antes da construção de três pontes rodoviárias sobre o rio Allier)
- 1911-1912: Pont du Veurdre (demolida em 1944 pela Resistência Francesa),
- 1913: Ponte Boutiron, à Creuzier le Vieux, perto de Vichy,
- 1910-1919: Pont de Villeneuve-sur-Lot
- 1914-1923: Pont de Châtel-de-Neuvre (demolida em 1940 pelo exército francês),
- 1922-1930: Pont Albert-Louppe através do Élorn entre Plougastel-Daoulas e Brest
- 1922-1923: Pont de Saint-Pierre-du-Vauvray
- 1922: Pont de Tonneins através do Garonne,
- 1923: Hangares de dirigíveis do Aeroporto de Orly
- 1927-1929: os Halle Freyssinet ou Halle mensageiros da Gare d'Austerlitz em Paris
- 1927-1929: Les Halles "Le Boulingrin" em Reims
- 1926-1928: Fábrica da Compagnie nationale des radiateurs de Dammarie-lès-Lys (Sena-et-Marne)
- 1933-1935: renovação do terminal marítimo de Havre
- 1934-1940: Église Saint-Jacques-le-Majeur de Montrouge
- 1936: Aqueduto em Fodda, na Argélia
- 1937-1941: Portões de aço na barragem em Béni Badhel, Argélia,
- 1938: Ponte sobre a Autobahn 2 Oelde em Warendorf na Alemanha, a primeira ponte de concreto protendido do país.
- 1941-1946: pont de Luzancy no Marne (Seine-et-Marne), 54 m (177 pés) de extensão,
- 1946-1951: Reservatório de Orleans
- 1947-1950: série de cinco pontes semelhantes no Marne (74 m (243 pés) de extensão) para Esbly Ussy-sur-Marne Changis -over Marne Trilbardou e Annet-sur-Marne (Seine-et-Marne)
- 1947 e 1953: pista no aeroporto de Orly
- 1948-1951: corte e cobertura de Rouen
- 1951-1953: Três viadutos na estrada para Caracas La Guaira, Venezuela
- 1954: Reconstrução e consolidação do telhado do emissor do l'émetteur d'Europe 1 à Felsberg, Sarre,
- 1955: tubulação de água selada Kunu, Índia
- 1955-1957: Viaduto de acesso pont de Tancarville, a margem esquerda,
- 1955-1958: basílica Saint-Pie X em Lourdes com os arquitetos Pierre Vago e André Le Donne.
- 1955-1961: uma barragem de arco múltiplo no rio Erraguene Djen-Djen, Argélia,
- 1957: Ponte No. 10 na N7 em Orly
- 1957: Pont Saint-Michel à Toulouse
- 1961-1964: Reservoir des Lilas em Paris
- 1961-1964: Ponte de Gladesville, Austrália.